# شاهین بحری
شاهین بَحری(نام علمی: Falco peregrinus) نوعی شاهین بزرگ و از پرندگان شکاری مقیم هر پنج قارهٔ جهان است. سطح پشتی شاهین بحری خاکستری مایل به سربی، سطح زیرین بدنش سفید با خطوط باریک سیاه و سرش سیاه‌رنگ است. بر اساس نشنال جئوگرافیک، بیشترین سرعت اندازه‌گیری‌شده شاهین بحری، ۳۸۹ کیلومتر بر ساعت (۲۴۲ مایل بر ساعت) است. این پرنده به دلیل سرعت بالای خود مشهور است و او را تبدیل به سریعترین پرنده در جهان و همچنین سریع‌ترین عضو در میان تمام جانوران می‌کند.
این شاهین جثه‌ای بزرگ و تقریباً به اندازهٔ کلاغ دارد. طول بدنش ۳۴ تا ۵۸ سانتی‌متر و طول بال‌های باز آن ۸۰ تا ۱۲۰ سانتی‌متر است.
جمعیت شاهین بحری در دهه‌های ۱۹۵۰، ۶۰ و ۷۰ میلادی بر اثر استفاده از ددت به‌شدت کاهش یافته و این پرنده در معرض خطر انقراض قرار گرفت. اما با توقف مصرف ددت و تکثیر در اسارت، نسل این پرنده در بسیاری از مناطق احیا شد. هم‌اکنون تقریباً در تمامی شهرهای ایالات متحده حداقل یک جفت شاهین بحری حضور دارد، کشوری که جمعیت شاهین بحری آن در دههٔ ۱۹۷۰ در آستانه انقراض قرار داشت. وجود ساختمان‌های بلند و پرندگان فراوان در شهرها موجب شده تا بسیاری از شاهین‌های بحری به زندگی در محیط‌های شهری روی بیاورند.

## رابطه با انسان
وجود ساختمان‌های بلند و پرندگان فراوان در شهرها موجب شده تا بسیاری از شاهین‌های بحری به زندگی در محیط‌های شهری روی بیاورند. همچنین از شاهین‌های بحری گاه در بازداری استفاده می‌شود.

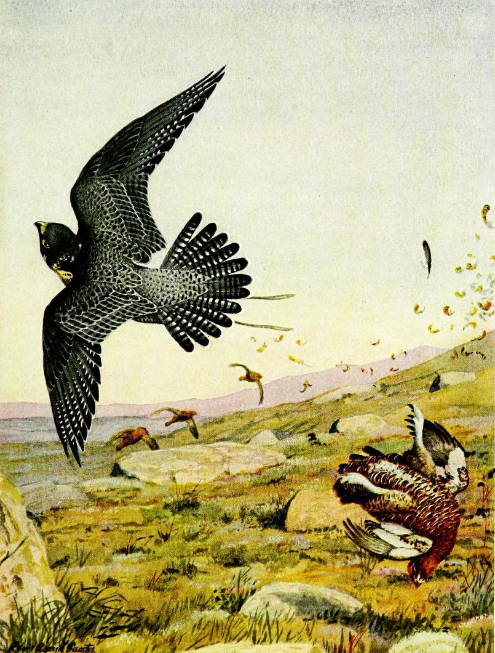
بازداری، یک شاهین تربیت شده در حال شکار سیاه‌خروس حنایی، ۱۹۲۰

بازداری که در سال‌های اخیر به قوش‌بازی هم معروف شده است، فن نگهداری و پرورش و تربیت پرنده شکاری و شکار کردن با آن است. شواهدی از پرورش دادن و شکار با پرندگان شکاری در تمدن‌ها و فرهنگ‌های جهان موجود است. بیشتر گمان می‌رود که این فن در بین‌النهرین آغاز شده است گرچه به نظر می‌رسد مردمان صحرانشین آسیا نیز از گذشته‌های دور با این فن آشنا بوده‌اند. بازداری و شکار با پرندگان شکاری در ایران باستان رایج بوده است. پس از اسلام به ویژه در دوره صفوی ورزش ویژه شاهان و امیران شمرده می‌شد.
در زبان فارسی کتاب‌هایی دربارهٔ این فن در دست است که به «بازنامه» معروف است. بازنامه ناصری که در دوره ناصرالدین شاه قاجار نوشته شده است از این جمله است. نگارش بازنامه‌های متعدد از روزگاران باستان تاکنون از اهمیت حرفهٔ بازداری، نقش اقتصادی آن و دلبستگی مردمان به این نوع شکار در بسیاری از ممالک خاور و باختر، به ویژه چین و هندوستان و ماوراءالنهر و ایران و بین‌النهرین و مصر و یونان، حکایت دارد.
شمار بازنامه‌های فارسی و عربی که در فهرست‌ها و منابع گوناگون از آن‌ها نام برده شده و بسیاری از آنها نیز بر جا مانده‌اند، از یکصد می‌گذرد.

## زیرگونه‌ها
۱۷ تا ۱۹ زیرگونه از شاهین (دو گروه شاهین بحری و شاهین معمولی) شناسایی شده است و اختلاف نظر زیادی بین متخصصان در مورد وضعیت شاهین معمولی (Falco pelegrinoides) وجود دارد، برخی آن را زیرگونهٔ شاهین بحری و برخی دیگر وی را یک گونهٔ مستقل می‌دانند.

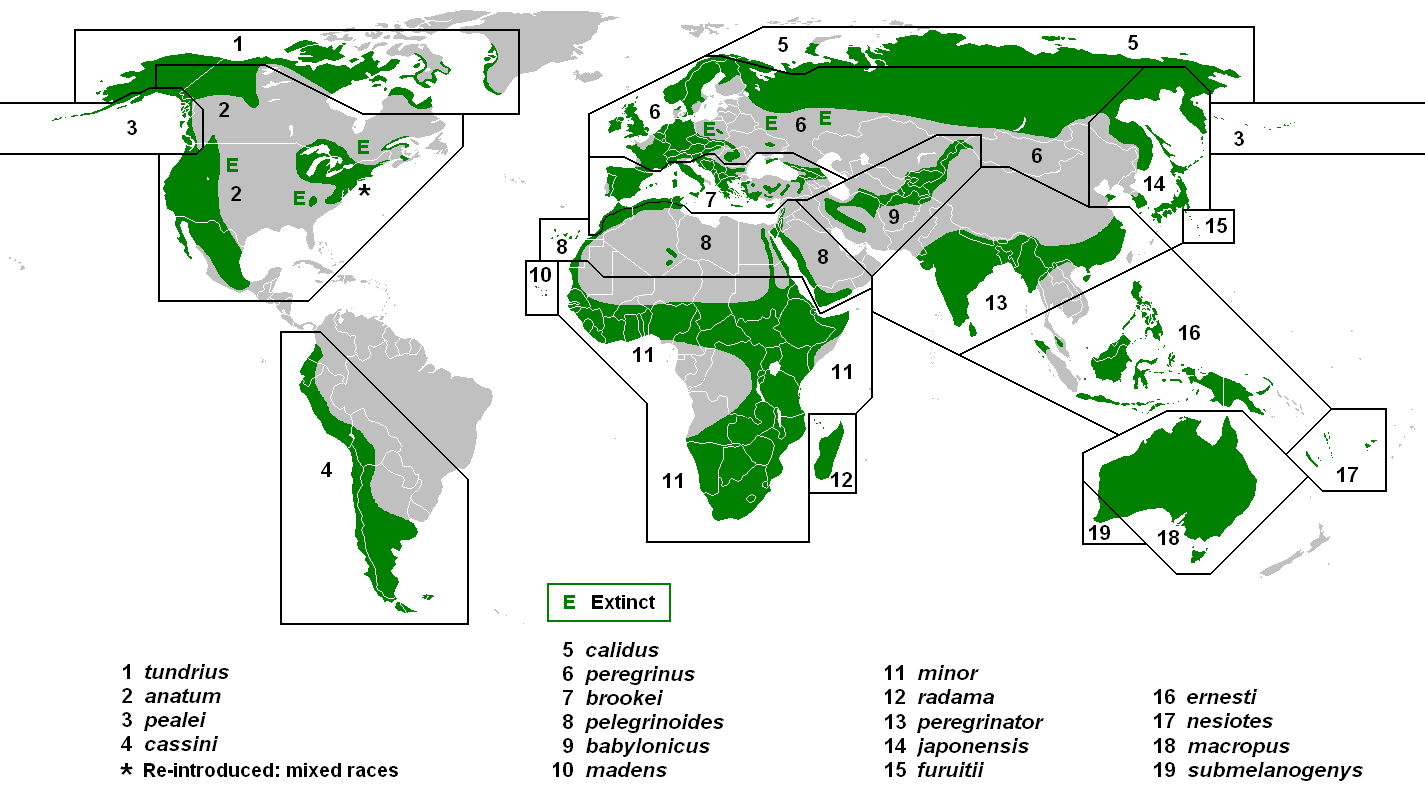
نقشهٔ گسترهٔ زادآوری زیرگونه‌ها. علامت E به معنای انقراض در آن منطقه است.

تصویر برخی از زیرگونه‌ها:

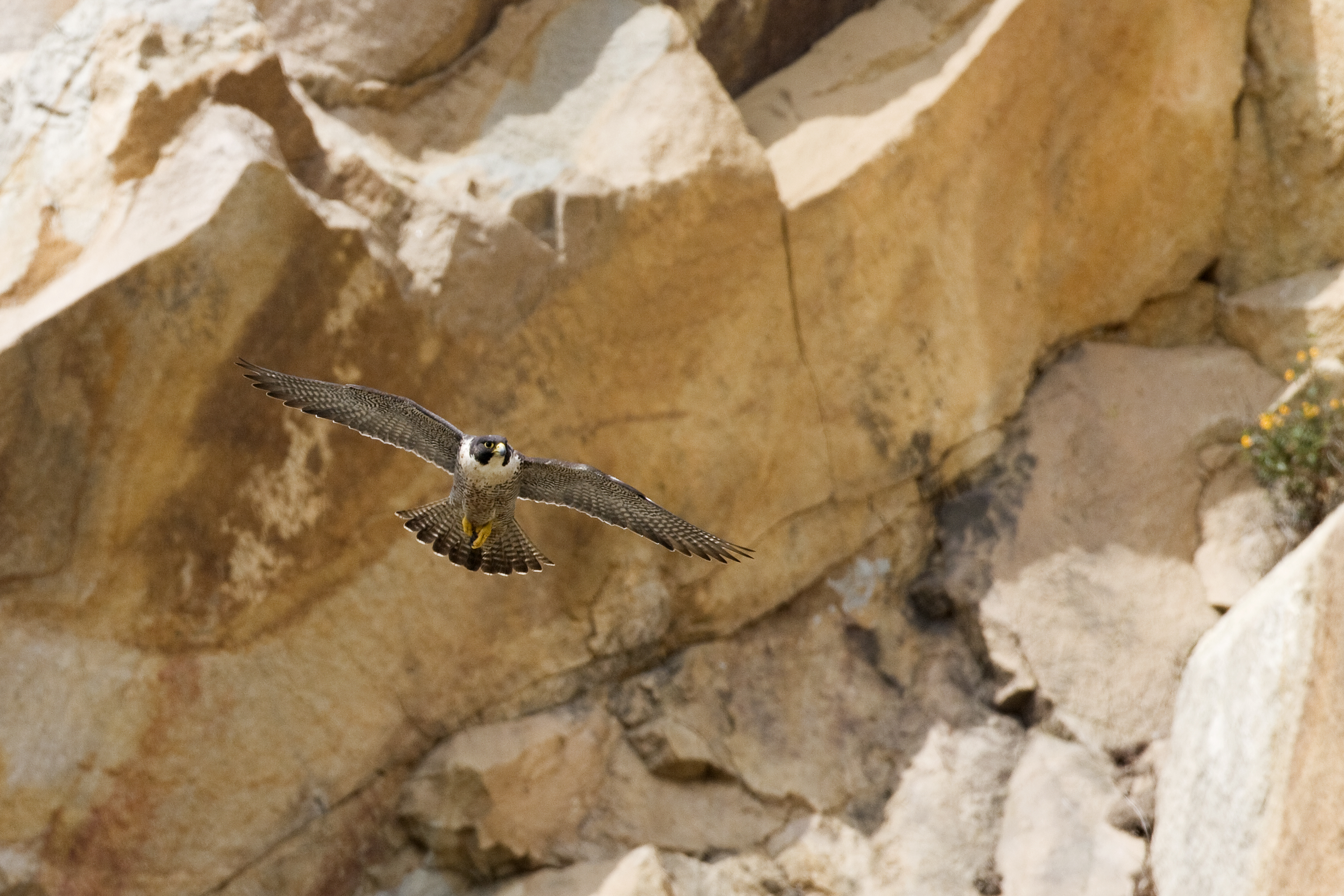
F. p. anatum در حال پرواز، کالیفرنیا
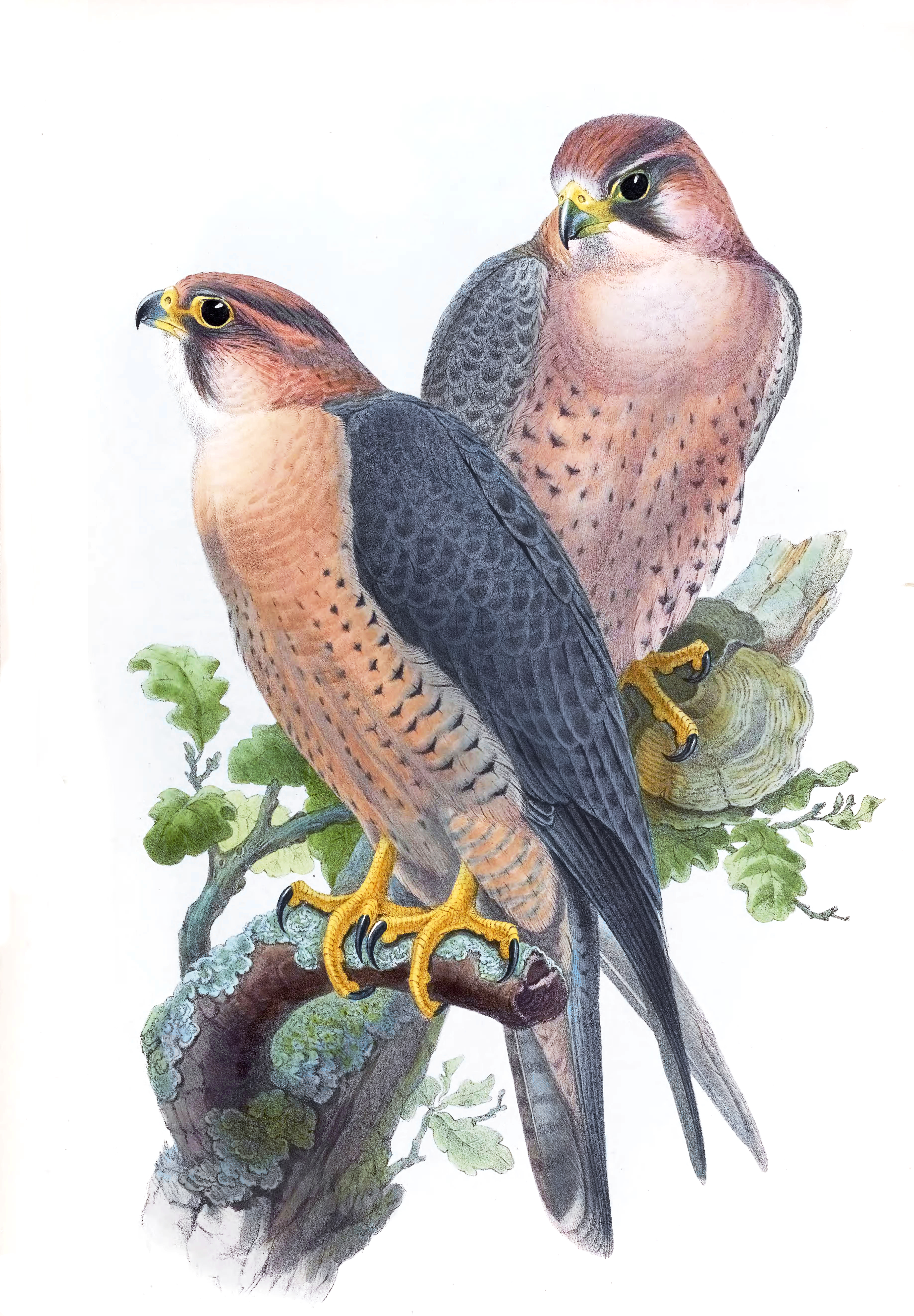
طرحی از F. p. babylonicus. زیرگونه‌ای که از ایران تا هندوکش و تیان شان تا کوه‌های آلتای یافت می‌شود.
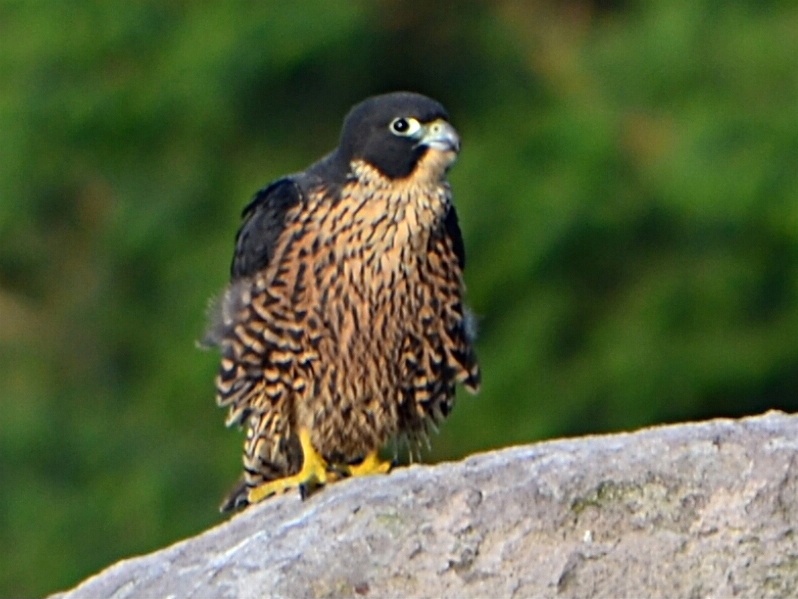
زیرگونه ernesti در سولاوسی شمالی، اندونزی
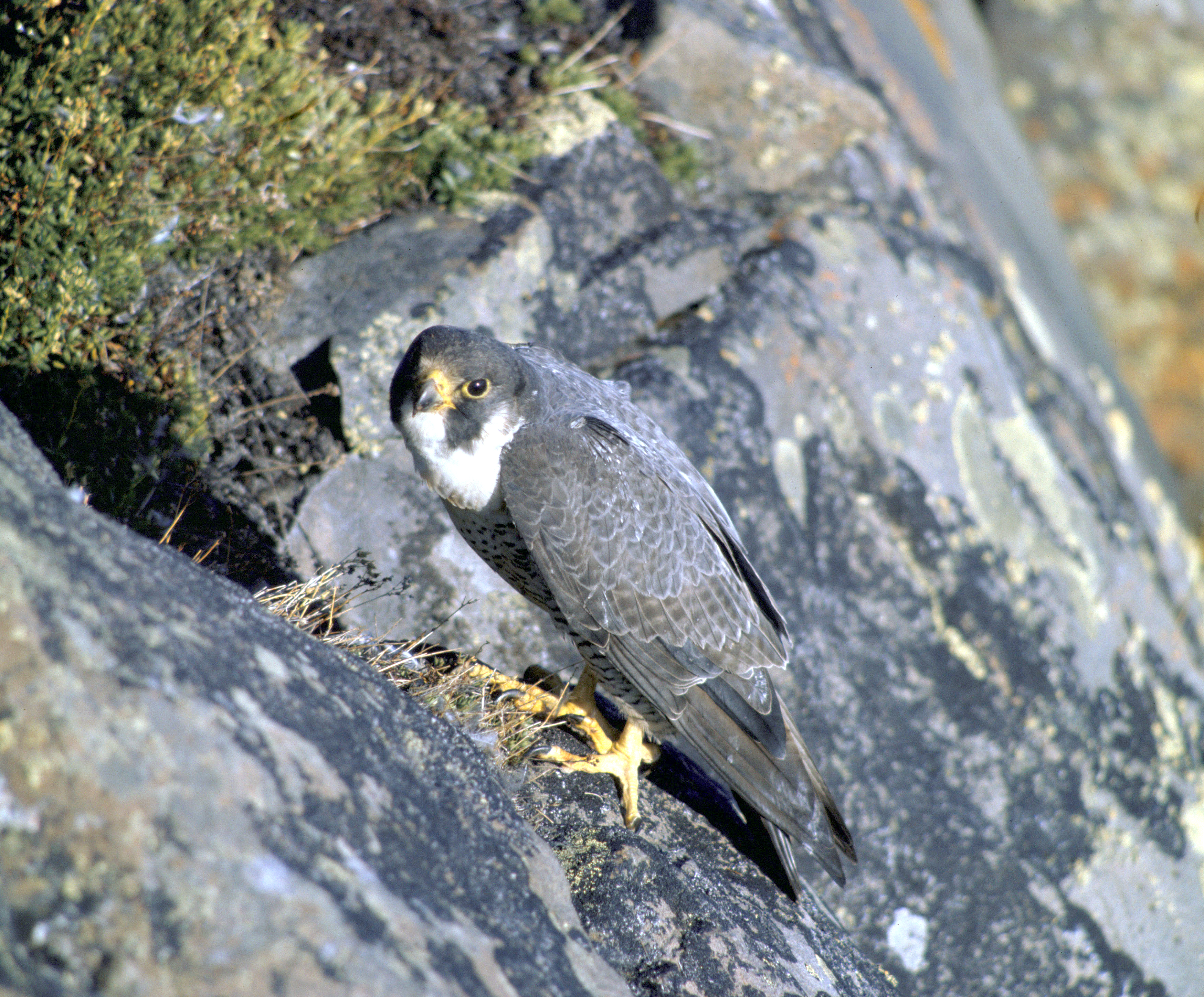
آشیانه زیرگونه pealei یا tundrius در صخره‌های شیب‌دار آلاسکا
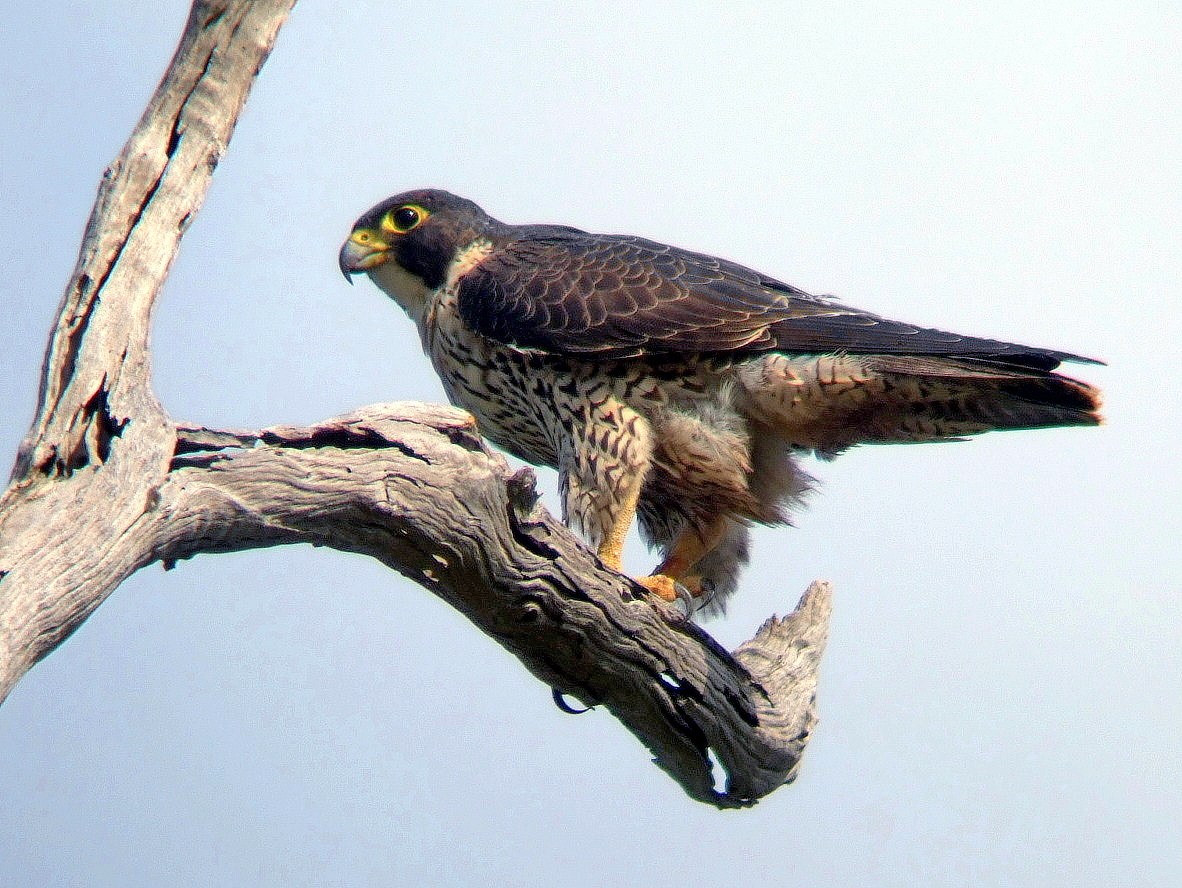
F. p. macropus، استرالیا
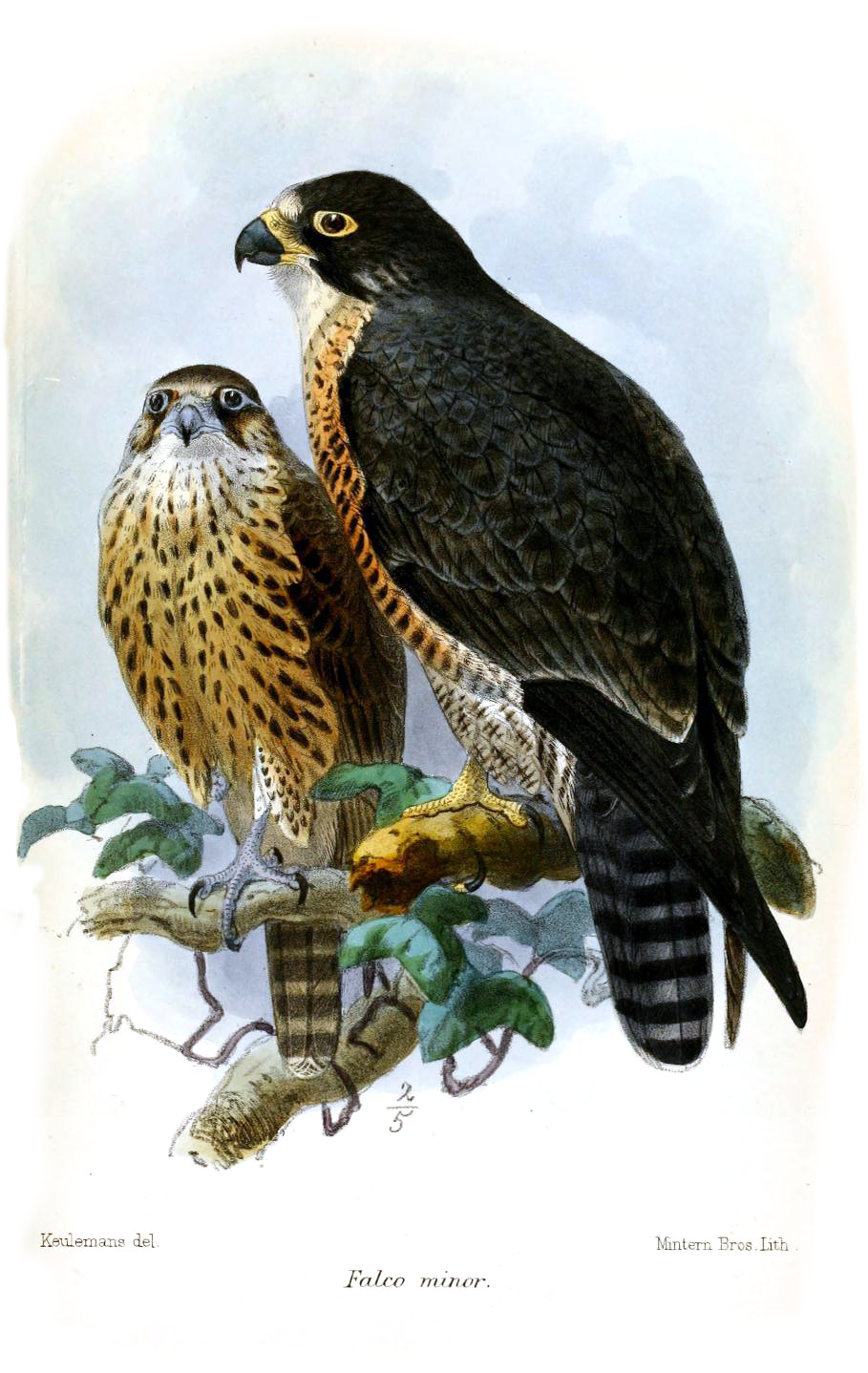
طرحی از F. p. minor، در ۱۸۷۴. زیرگونه‌ای که در آفریقا یافت می‌شود و پیش‌تر perconfusus نامیده می‌شد.
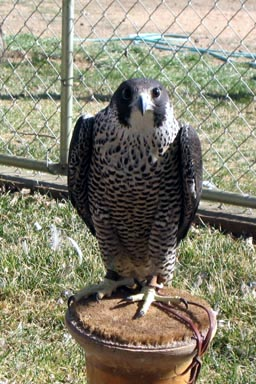
Falco peregrinus pealei در اسارت
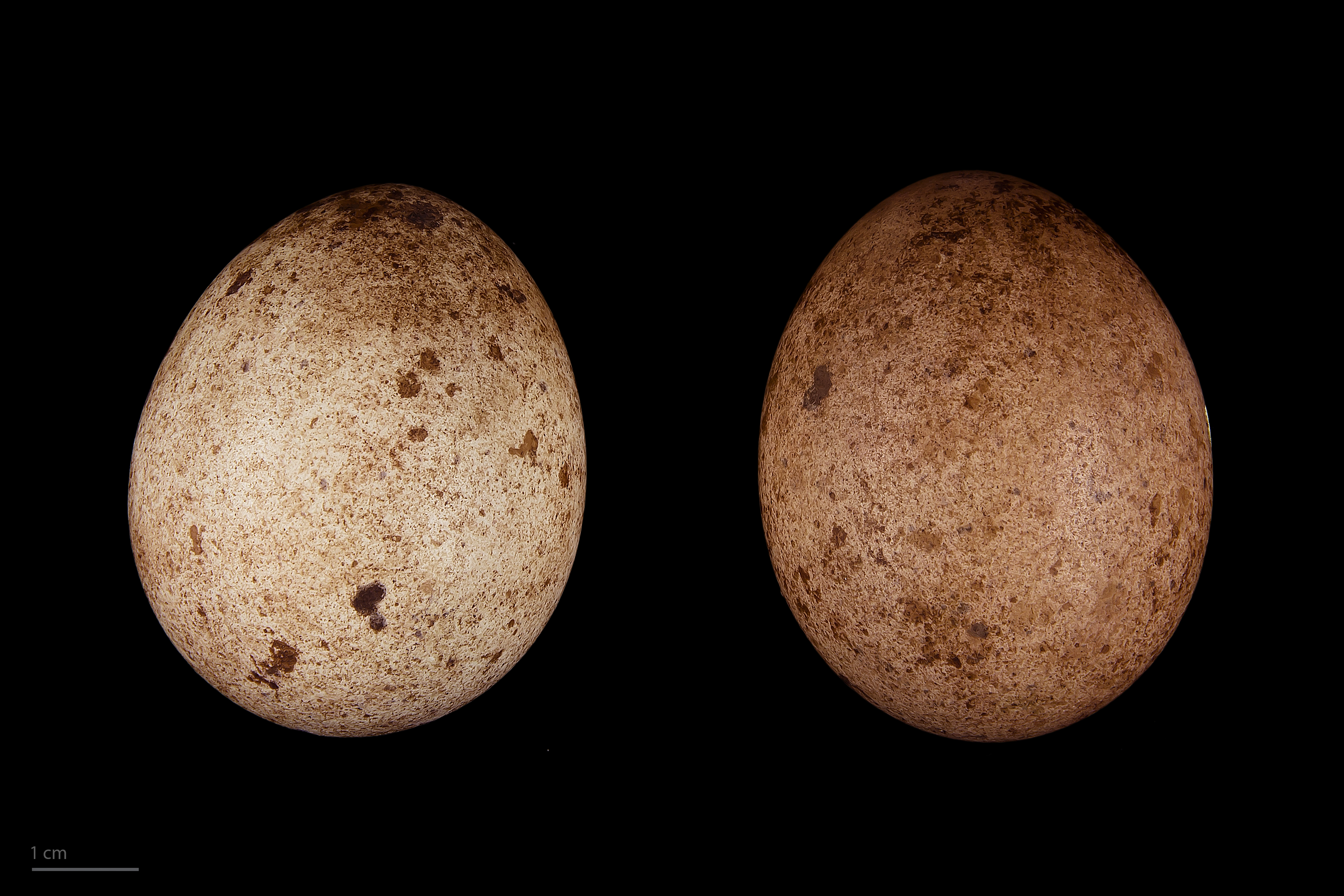
Museum specimen
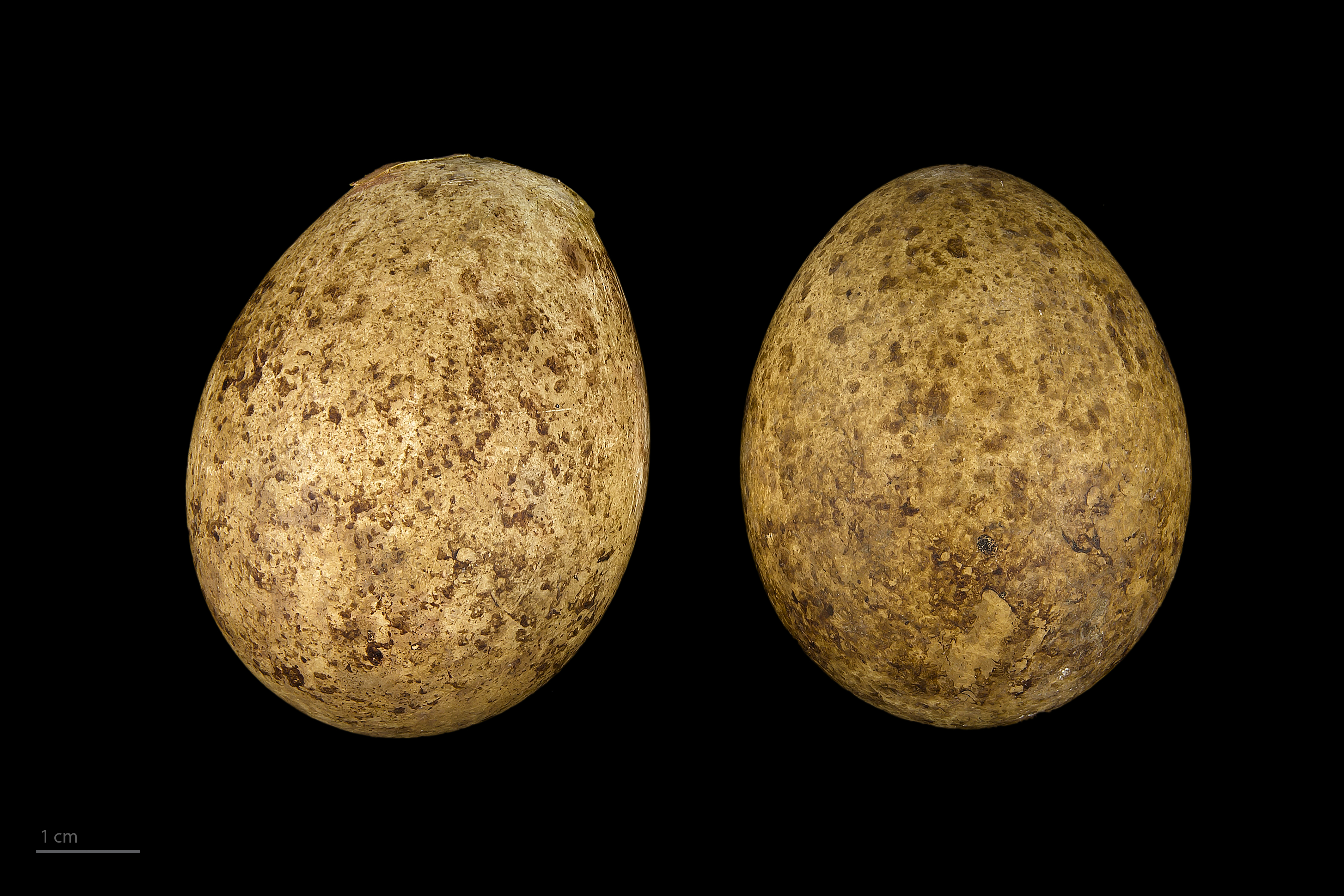
ssp. madens - Museum specimen

### شاهین معمولی

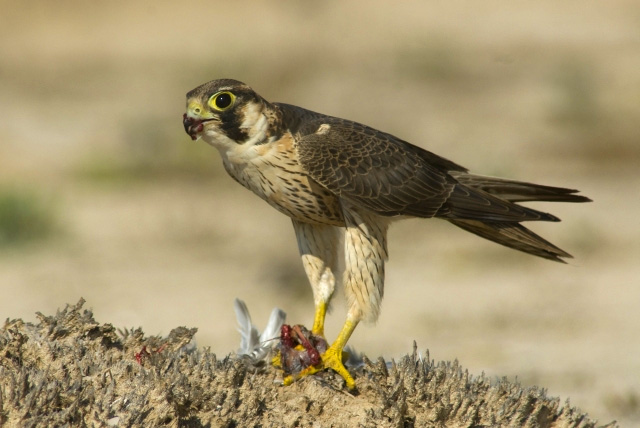
شاهین معمولی (Falco pelegrinoides). برخی آن را زیرگونهٔ شاهین بحری و برخی دیگر وی را یک گونهٔ مستقل می‌دانند.

اختلاف نظر زیادی بین متخصصان در مورد وضعیت شاهین معمولی (Falco pelegrinoides) وجود دارد، برخی پرنده‌شناسان آن را زیرگونهٔ شاهین بحری و برخی دیگر وی را یک گونهٔ مستقل می‌دانند.